# Here Are the Sonics
Az 1965-ös Here Are The Sonics a The Sonics debütáló nagylemeze. Szerepel az 1001 lemez, amit hallanod kell, mielőtt meghalsz című könyvben.

## Az album dalai
|     | Cím                                                     | Szerző(k)              | Hossz |
| --- | ------------------------------------------------------- | ---------------------- | ----- |
| 1.  | The Witch                                               | Roslie, Sonics         | 2:40  |
| 2.  | Do You Love Me (The Contours-feldolgozás)               | Gordy                  | 2:18  |
| 3.  | Roll Over Beethoven (Chuck Berry-feldolgozás)           | Berry                  | 2:49  |
| 4.  | Boss Hoss                                               | Roslie                 | 2:24  |
| 5.  | Dirty Robber (The Wailers-feldolgozás)                  | Dangel, Greek, Morrill | 2:02  |
| 6.  | Have Love, Will Travel (Richard Berry-feldolgozás)      | Berry, Hazlewood       | 2:40  |
| 7.  | Psycho                                                  | Payne, Roslie, Sonics  | 2:17  |
| 8.  | Money (That's What I Want) (Barrett Strong-feldolgozás) | Bradford, Gordy        | 2:00  |
| 9.  | Walkin' the Dog (Rufus Thomas-feldolgozás)              | Thomas                 | 2:45  |
| 10. | Night Time is the Right Time (Ray Charles-feldolgozás)  | Herman                 | 2:58  |
| 11. | Strychnine                                              | Roslie                 | 2:13  |
| 12. | Good Golly Miss Molly (Little Richard-feldolgozás)      | Blackwell, Marascalo   | 2:08  |

| 13. | Keep A Knockin' (Little Richard-feldolgozás) | Collins, Little Richard | 1:55 |
| 14. | Don't Believe in Christmas                   | Roslie                  | 1:46 |
| 15. | Santa Claus                                  | Roslie, Sonics          | 2:52 |
| 16. | The Village Idiot (Jingle Bells-feldolgozás) | tradicionális           | 2:38 |

## Közreműködők
- Gerry Roslie – orgona, zongora, ének
- Andy Parypa – basszusgitár
- Larry Parypa – gitár, vokál
- Rob Lind – szaxofon, vokál, szájharmonika
- Bob Bennett – dob